# Corridor d'Oostvaarders
Le Corridor d'Oostvaarders est un corridor destiné à relier différentes zones protégées du flevopolder aux Pays-Bas.

## Description
(octobre 2017).
Plusieurs zones protégées de la province de Flevoland, aux Pays-Bas n'offrent pas de continuité biologique, il a été décidé de créer un corridor devant relier Oostvaardersplassen à Horsterwold près de Zeewolde. Au total, environ 1 800 hectares de terres agricoles devraient être transformées en zone sauvage.

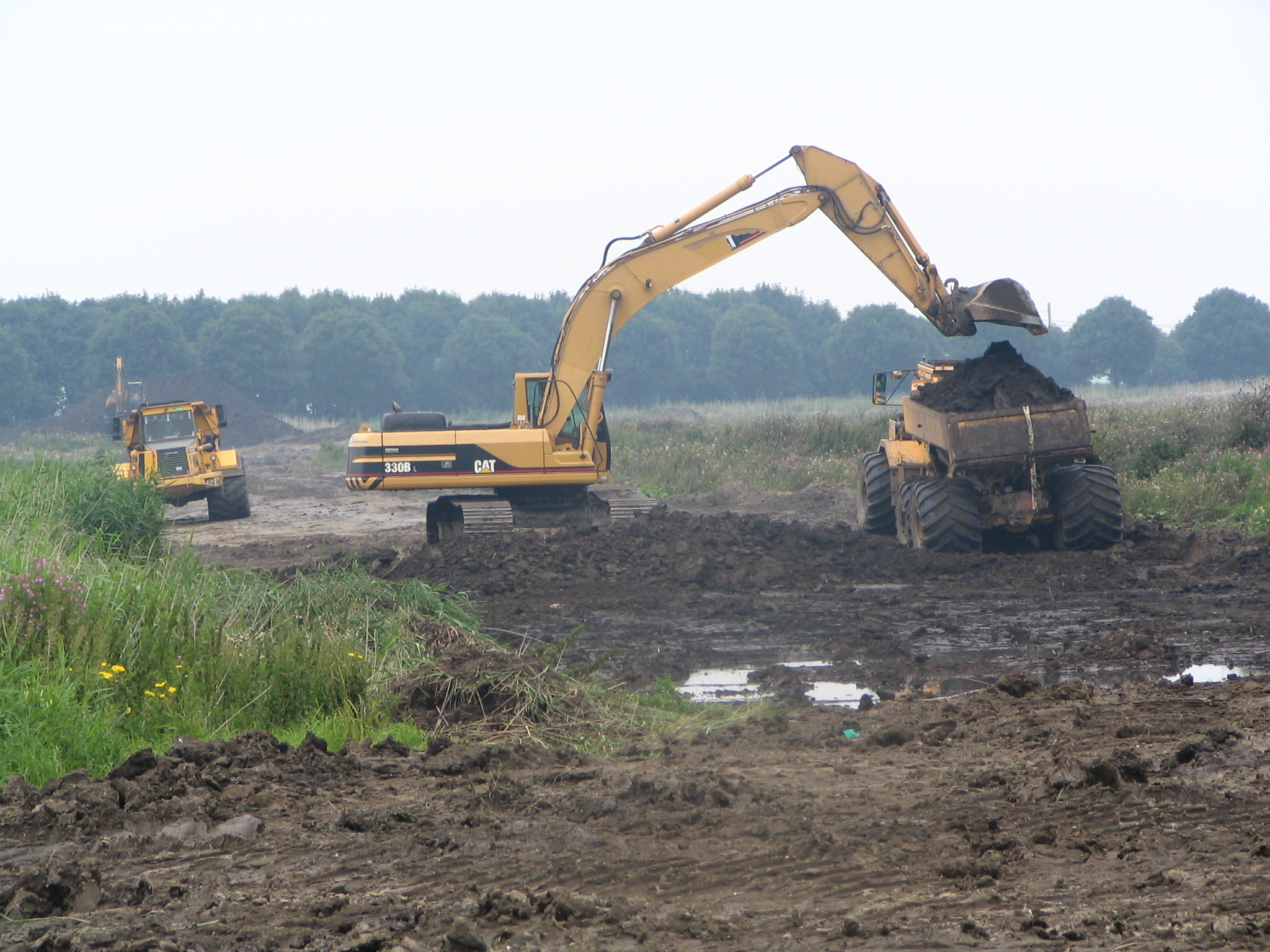
Travaux de retour à la nature sauvage.

La décision a été prise en 2006 ; les premiers développements ont débuté en 2009. La construction devait commencer en 2011 pour être finalisée en 2014, mais l'acquisition des terrains nécessaires a rencontré des difficultés. En effet les zones concernées sont d'excellentes terres agricoles et il est difficile de trouver des compensations,,.